# Sergej Trifunović
Sergej Trifunović, cyr. Сергеј Трифуновић (ur. 26 października 1972 w Mostarze) – serbski aktor i polityk.

## Życiorys

### Wykształcenie i kariera aktorska
Pochodzi z rodziny o tradycjach aktorskich – jego ojciec Tomislav oraz młodszy brat Branislav zostali aktorami. W pierwszej połowie lat 90. studiował aktorstwo na wydziale sztuk dramatycznych Akademii Sztuk w Belgradzie w klasie profesora Vladimira Jevtovicia. Jako aktor filmowy zadebiutował w 1993 niewielką rolą w filmie telewizyjnym Raj. Dwa lata później otrzymał pierwszą większą rolę w produkcji kinowej – filmie To nie moja Ameryka. Wystąpił później m.in. w filmach Zabójstwo z premedytacją, Stršljen, Wybawca, Munje! oraz Kiedy dorosnę, zostanę kangurem. W 2009 rozpoczął działalność dydaktyczną na macierzystej uczelni. W 2010 wystąpił w Montevideo, smak zwycięstwa oraz w kontrowersyjnej produkcji Srpski film.

### Działalność społeczna i polityczna
W 2017 założył organizację charytatywną „Podrži Život”, zajmującą się pozyskiwaniem funduszy na leczenie dzieci.
Aktywny uczestnik protestów przeciwko środowisku politycznemu Aleksandara Vučicia, które wybuchły w grudniu 2018. W styczniu 2019 stanął na czele pozaparlamentarnego opozycyjnego ugrupowania Ruch Wolnych Obywateli (PSG). W sierpniu 2019 skierował list otwarty do Davida McAllistera, przewodniczącego Komisji Spraw Zagranicznych w Parlamencie Europejskim, w którym wezwał do zorganizowania rozmów w Serbii pomiędzy rządem i opozycją w celu uzgodnienia zasad przeprowadzenia rzetelnych wyborów parlamentarnych w Serbii. We wrześniu 2020 przestał kierować PSG, pozostając członkiem jej władz krajowych.

## Wybrana filmografia
- 1995: To nie moja Ameryka jako Lukas
- 1995: Zabójstwo z premedytacją jako Krsman Jakšić
- 1998: Stršljen jako Miljaim
- 1998: Wybawca jako Goran
- 1998: Beczka prochu jako młody człowiek żujący gumę
- 1999: Kochankowie jako Dragan
- 2001: Munje! jako Pop
- 2001: Trzecia rano jako Rasha
- 2004: Kiedy dorosnę, zostanę kangurem jako Braca
- 2006: Posterunek graniczny jako Ljuba Paunović
- 2008: Wojenny biznes jako Ooq-Mi-Fay Taqnufmini
- 2008: Serbian Scars jako Beni
- 2010: Montevideo, smak zwycięstwa jako Komatina
- 2010: Srpski film jako Vukmir
- 2012: Mamarosh jako policjant
- 2019: Ajvar jako Bane
- 2019: Taksi bluz jako Bambula